# Elektrisk kabel
 For alternative betydninger, se Kabel.
Et elektrisk kabel består af 2 eller flere elektriske ledere med eller uden ekstra isolationslag.
Lederne består af mange tynde kore eller strands der er snoet sammen.

## Anvendelse
Elektriske kabler kommer i mange udgaver - til standard temperatur, høj temperatur, bøjelig, fast montage/installation, forskellige mærkestrømstyrker, mærkespændinger.

## CENELEC typemærkning
CENELEC har udgivet en ratificeret standard (HD 361) vis mål er at harmonisere kabler til bl.a. elnet egnede kabler. Deutsches Institut für Normung (DIN, VDE) har udgivet en lignende standard (DIN VDE 0292). Kabler som opfylder kravene har f.eks. følgende hyppige mærkning: H01N2-D, H03VV-F, H03VH-H, H05RN-F, "H05VV-F 3G1.0mm2 VDE", "H05VV-F 3G1.0mm2 HAR", H05RR-F, H05Z-K, H05V-U, H07Z-K, H07Z-R, H07Z-U, H07RN-F, H07RR-F eller H07VV-F.